# ضجرة
ضُجْرَة (الاسم العلمي: Enicognathus)، جنس طير من المتسلّقات وفصيلة الببغائية. أعطانها أمريكا الجنوبية، أنواعه اثنان:
| الصورة | الاسم العلمي     | الاسم الشائع       | التوزيع                          |
| ------ | ---------------- | ------------------ | -------------------------------- |
|        | E. leptorhynchus | ببغاء طويل المنقار | جنوب تشيلي                       |
|        | E. ferrugineus   | ببغاء جنوبي        | الطرف الجنوبي من أمريكا الجنوبية |